# Els contes de la lluna pàl·lida després de la pluja
Els contes de la lluna pàl·lida després de la pluja (雨月物語, Ugetsu monogatari títol original en japonès) és una pel·lícula de l'any 1953 dirigida per Kenji Mizoguchi i protagonitzada per Machiko Kyō i Masayuki Mori. Fou estrenada als cinemes catalans el 2015.

## Argument
Al Japó del segle XVI viuen dues humils famílies, emparentades per unes germanes. Una nit, els homes del senyor de la guerra Shibata assalten el llogaret. Fuig amb la seua família i la dels seus cunyats, l'artesà Genjuro (Masayuki Mori). A Kosugi venen algunes pertinences, però Tobei (Eitaro Ozawa), cunyat del Genjuro i obsessionat a fer-se guerrer, es queda amb els diners. Mentrestant, uns pirates violen la seua esposa Ohama (Mitsuko Mito). Pel que fa a Genjuro, abandona els seus i es deixa enlluernar per la bellesa de la princesa Wakasa (Machiko Kyô), la qual, en realitat, és un esperit errant.

## Context històric i artístic
D'estètica exquisida i amb portentosa narrativa de cadència musical, la pel·lícula resplendeix en la filmografia del mestre de cineastes Kenji Mizoguchi es compta entre les meravelles del cinema universal. Basant-se en algunes idees literàries de Guy de Maupassant i en uns contes japonesos del segle xvi, Mizoguchi s'esplaia amb una dramàtica i tanmateix lírica història de desig, aparença i deliri.
Ambientada en un temps de guerres feudals, s'hi narra amb sentit moral i delicada posada en escena la desventura d'uns camperols que, fugint de la barbàrie bel·licista, seran víctimes de la seua pròpia insensatesa: el terrissaire Genjuro es deixa seduir per un bell esperit de la mort (la princesa Wakasa), mentre que l'anhel de posseir el poder i la glòria dels samurais corromp Tobei. Cadascun dels personatges incorpora la seua vivència i si bé ambdues històries emprenen camins diferents, el cineasta estableix un paral·lelisme narratiu que acaba confluint en un relat comú. Sense estridències ni desequilibris, la pel·lícula juxtaposa i contrasta el realisme d'una època violenta amb la poètica de la confusió i de l'adversitat. També obre pas a l'expressió de caràcter metafísic i sobrenatural. Machiko Kyo (que va ésser musa per excel·lència de Mizoguchi) caracteritza ací la princesa, el captivador i pàl·lid fantasma de tan fascinant història d'amor, erotisme i mort.
Guanyadora del Lleó de Plata al Festival Internacional de Cinema de Venècia, va trobar en el cineasta Éric Rohmer un dels seus primers i confessos admiradors.

## Frases cèlebres
| « | "La princesa Wakasa va ésser assassinada el mateix dia que el seu pare. Va deixar aquesta vida sense conèixer l'amor de cap home. Tan gran era el meu dolor que amb els meus poders vaig convocar els esperits i l'he retornada al món. Desitjava que a la fi conegués l'amor, la felicitat i tot allò que pot gaudir una dona. Gràcies a tu, Genjuro, la meua princesa ha conegut la felicitat. Però si tu te'n vas, si ara menysprees el seu amor, la seua pobre ànima vagarà turmentada per sempre. Wakasa mai tornarà a conèixer la felicitat. Per pietat, Genjuro, abandona el teu cruel i horrible propòsit. No la deixis. Queda't amb la teua bella princesa per sempre més." (Kikue Mori, dida de la princesa) | » |

## Curiositats
- És inclosa al llibre 1001 Movies You Must See Before You Die (1001 pel·lícules que cal veure abans de morir) editat per Steven Jay Schneider.[3]

## Errades del film
- Després que el soldat talla el cap del general, hom pot veure l'absència de sang a la seua espasa.[4]

## Premis
- 1953: Festival Internacional de Cinema de Venècia (Lleó d'Argent)
- 1955: Nominada a l'Oscar (Millor Vestuari, blanc i negre)[5]